# Eiler Brockenhuus-Schack
Knud Bille Christian Eiler greve Brockenhuus-Schack (3. marts 1896 i København – 10. marts 1982) var en dansk adelsmand og direktør, bror til Henrik Brockenhuus-Schack
Han var søn af grev Frands Brockenhuus-Schack og hustru Louise Dagmar komtesse Danneskiold-Samsøe.
26. februar 1921 ægtede han Elisabeth Benedicte Polly Caroline komtesse Schimmelmann. De fik sønnen Niels Brockenhuus-Schack.